# Oligochroa
Oligochroa är ett släkte av fjärilar. Oligochroa ingår i familjen mott.

## Dottertaxa tillOligochroa, i alfabetisk ordning[1]
- Oligochroa amaura
- Oligochroa atmologa
- Oligochroa atratella
- Oligochroa bilineatella
- Oligochroa cineracella
- Oligochroa digrammella
- Oligochroa dionysia
- Oligochroa dubia
- Oligochroa fasciculatella
- Oligochroa funebrella
- Oligochroa fuscitella
- Oligochroa gayneri
- Oligochroa hyemalis
- Oligochroa isoxyla
- Oligochroa laiasalis
- Oligochroa leucophaeella
- Oligochroa majoralis
- Oligochroa melanolepia
- Oligochroa mesembrina
- Oligochroa minima
- Oligochroa nigroanalis
- Oligochroa nigrosquamalis
- Oligochroa nonceracanthia
- Oligochroa nubiella
- Oligochroa ocelliferella
- Oligochroa oculiferella
- Oligochroa onigrum
- Oligochroa patulalis
- Oligochroa pernigerella
- Oligochroa piliferella
- Oligochroa poliostrota
- Oligochroa psammenitella
- Oligochroa pulverulenta
- Oligochroa rufitinctella
- Oligochroa seminigralis
- Oligochroa siderella
- Oligochroa sindella
- Oligochroa sordida
- Oligochroa strigiferella
- Oligochroa sublignalis
- Oligochroa subterrella
- Oligochroa tchahabarella
- Oligochroa tchourouma
- Oligochroa tenebralis
- Oligochroa tephrisella
- Oligochroa terrella
- Oligochroa tristella
- Oligochroa tsherenkovi